# Salce (kommunhuvudort)
Salce är en kommunhuvudort i Spanien.   Den ligger i provinsen Provincia de Zamora och regionen Kastilien och Leon, i den centrala delen av landet, 230 km väster om huvudstaden Madrid. Salce ligger 745 meter över havet och antalet invånare är 127.
Terrängen runt Salce är platt. Runt Salce är det glesbefolkat, med 10 invånare per kvadratkilometer. Närmaste större samhälle är Villar del Buey, 7,1 km norr om Salce. Trakten runt Salce består i huvudsak av gräsmarker.